# Erbașu
Erbașu este un grup de companii din București, cu activități în industria construcțiilor, turism și agricultură.
Construcții Erbașu este compania cu cea mai mare pondere din cadrul grupului și a fost înființată în 1990 ca întreprindere mică cu capital integral românesc având 20 de angajați. Ulterior, la 29 aprilie 1991 compania s-a transformat în societate pe acțiuni.

## Construcții
- Clădiri rezidențiale și nerezidențiale
- Construcții edilitare: rețele apă și canal, stații de epurare ape uzate și tratare a apei potabile, rețele termoficare și drumuri
- Construcții speciale: poduri, pasaje, subtraversări, translatări sau consolidări imobile, foraje pentru alimentare cu apă, fundații speciale
- Construcții hidrotehnice: baraje, îndiguiri, apărări de maluri și regularizări de râuri

## Producție industrială
- Producție industrială pentru activitatea de construcții-montaj: confecții metalice, prefabricate, mixturi asfaltice

## Producție agrozootehnică
- Prelucrare lapte: fabrica de prelucrare lapte Erbalact
- Creșterea animalelor
- Industrializarea produselor agricole
- Cultivarea terenurilor dobândite de societate

## Domeniul hotelier
- Asigurarea serviciilor pentru turismul de business, cât și pentru cel de leisure în Hotel Ibis Styles Bucharest Erbas[2] situat în zona de Nord din București

## Servicii
- Proiectare în construcții și asistență tehnică
- Demolări construcții
- Închirieri utilaje și auto

## Cifra de afaceri
În 2010, construcțiile dețineau ponderea cea mai mare din afacerile companiei.
Compania este condusă de către Cristian Romeo Erbașu.
În 2019, cifra de afaceri a companiei Construcții Erbașu a fost de 703 milioane de lei.
Număr de angajați în 2004: 1.100; în 2008: 295; în 2013: 275.; în 2017: 536

### Cifra de afaceri - cronologie
- 2019: 703 milioane lei
- 2017: 326 milioane lei
- 2013: 165 milioane lei[6]
- 2011: 185 milioane lei[6]
- 2010: 170 milioane lei[6]
- 2009: 148 milioane lei[6]